# Pia Clemente
Pia Clemente (* vor 1989 in Manila, Philippinen) ist eine philippinisch-amerikanische Filmproduzentin. Der von ihr produzierte Kurzfilm Our Time Is Up wurde 2006 für den Oscar nominiert. Damit war sie die erste Filipino-Amerikanerin, die mit einer Oscar-Nominierung ausgezeichnet wurde.

## Leben
Im Alter von drei Jahren wanderte Pia Clemente mit ihrer Familie in die USA aus. Sie besuchte die Peddie School in Hightstown in New Jersey und erlangte dort 1989 ihren High-School-Abschluss. 1990 begann sie ein Studium am Barnard College, wobei sie Englisch als Hauptfach und Theater und Kreatives Schreiben als Nebenfach wählte. Außerdem spielte sie Tennis und wurde 1993 von ihrem College für den Academic All-Ivy (Ivy League) nominiert. Eine Verletzung verhinderte jedoch ihren Einstieg in den professionellen Tennissport und führte dazu, dass sie sich vor allem auf die Theaterklasse konzentrierte. Sie begann an ihrem ersten Kurzfilm zu arbeiten, der 1997 unter dem Titel Christmas in New York einen Student Academy Award gewann. 1993 schloss sie das College mit dem B.A. ab. Danach arbeitete Clemente hinter Theaterkulissen, in der Rezeption eines Werbefilmherstellers und als Produktionsassistentin bei Maysles Films.
Als Clemente 1995 eine Zusage des American Film Institute erhielt, zog sie nach Los Angeles, wo sie seitdem lebt. Nach ihrem Abschluss mit dem Master of Fine Arts leitete sie 1997 als Line Producer die Herstellung des Independentfilms The Debut. Der Film handelt von der Identitätsfindung eines jungen Filipino-Amerikaners und weist damit Parallelen zu Clementes eigenem Leben auf.
Ihren Lebensunterhalt verdient Clemente hauptsächlich in der Werbefilmbranche. Ab 2000 war sie zwei Jahre bei Orbit Productions angestellt, danach arbeitete sie als freiberufliche Produzentin von Werbespots für verschiedene Unternehmen, beispielsweise Coppos Films, Bob Industries and Moxie Pictures. Sie schuf Spots für Marken wie Volkswagen, Direct TV, HP und Play Station 3.
Ein gemeinsamer Freund stellte ihr Rob Pearlstein vor, den  Regisseur, Drehbuchautor und Co-Produzenten des Kurzfilms Our Time Is Up. Pearlsteins witziges und intelligentes Drehbuch überzeugte Clemente zur Mitarbeit an dem Film, obwohl er weder ihr noch der restlichen Crew eine Bezahlung bieten konnte. Als der Kurzfilm 2004 herauskam, erhielt er gute Kritiken und wurde 2006 für den Oscar in der Kategorie Best Live Action Short Film nominiert. Damit war Pia Clemente die erste von den Philippinen stammende US-Amerikanerin, die eine Oscar-Nominierung für sich gewinnen konnte. Vier Monate nach diesem Erfolg wurde sie in die Academy of Motion Picture Arts and Sciences aufgenommen. Dort ist sie Mitglied im Nominierungskomitee der Kategorie Live Action Shorts & Animation and Foreign Film.
Der überraschende Erfolg von Our Time Is Up motivierte sie dazu, im Filmgeschäft zu bleiben und ihre kreative Arbeit fortzusetzen. 2008 produzierte Clemente zwei weitere Kurzfilme, eine Dokumentation über die religiöse Gemeinschaft Shinnyo-En (The Awakening Fire) und über deren jährliches Laternenritual auf Hawaii am Memorial Day (Where the Ocean Meets the Sky). Clementes Kurzfilm Mabel (2013) porträtiert eine gleichnamige Geschäftsfrau, die trotz ihres hohen Alters noch als Caterer tätig ist.

## Filmografie

### Produktionsassistentin
- 1996: Seitensprung in Manhattan (The Daytrippers)
- 1999: Die Windel-Gang (Baby Geniuses)

### Produktionsleiterin
- 1997: Nonfat
- 2007: Nine Inch Nails Live: Beside You in Time (Video)

### Produzentin
- 2000: The Debut (Line Producer)
- 2004: Our Time Is Up (Kurzfilm)
- 2008: The Awakening Fire (Kurzfilm)
- 2008: Where the Ocean Meets the Sky (Kurz-Dokumentarfilm)
- 2013: Mabel (Kurz-Dokumentarfilm)
- 2020: Thirst (Kurzfilm)
- 2020: Bite Size Halloween (Fernsehserie, 1 Folge)

### Executive Producer
- 2023: To Live And Die And Live